# African International Airways

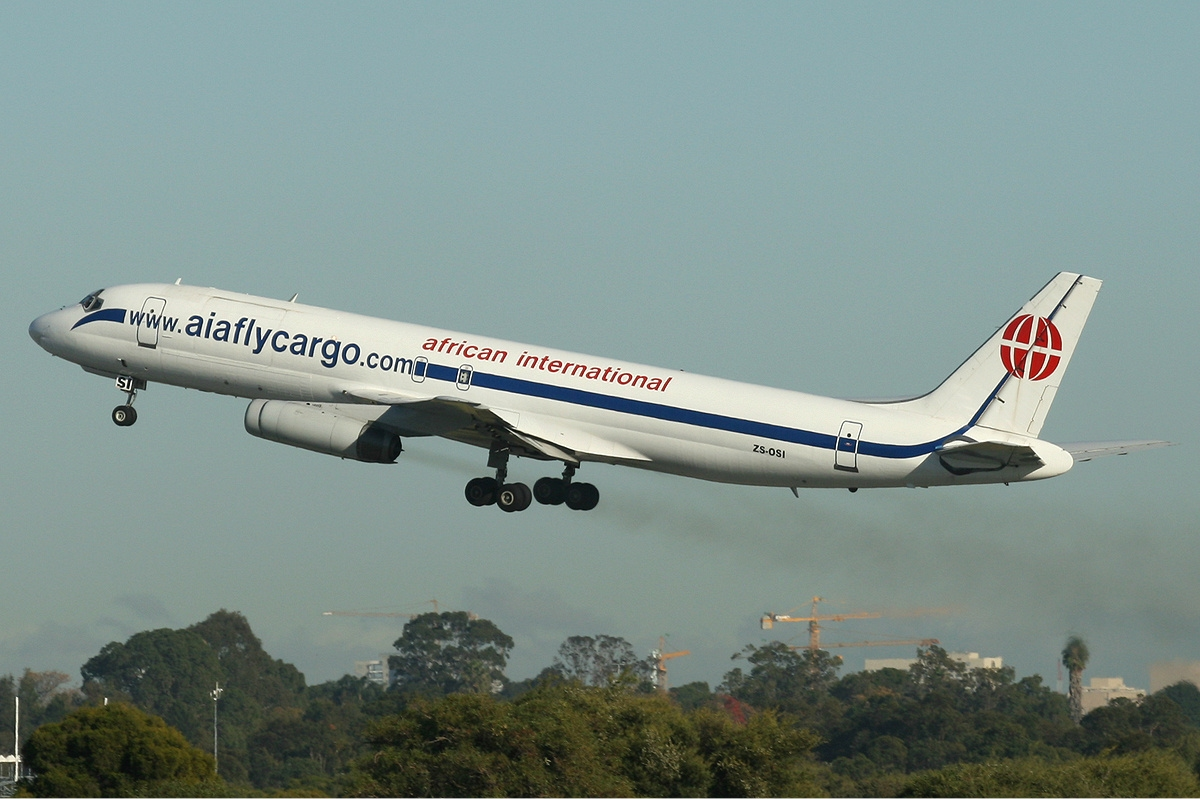
Douglas DC-8-62 авиакомпании African International Airways в Аэропорту Перта

African International Airways — бывшая южноафриканская грузовая авиакомпания со штаб-квартирой в городе Йоханнесбург, ЮАР, работавшая на рынке международных грузовых авиаперевозок.
Основными транзитными узлами (хабами) компании являлись Международный аэропорт Кент в Великобритании, Международный аэропорт имени О. Р. Тамбо в Йоханнесбурге и бельгийский Международный аэропорт Остенде-Брюгге. Основной агент-партнёр бывшего перевозчика — коммерческая компания Intavia Limited со штаб-квартирой в городе Кроули (графство Суссекс, Великобритания).

## История
Авиакомпания African International Airways была образована в 1985 году и начала выполнение грузовых авиаперевозок в Свазиленд по контрактам под флагом других компаний. Спустя три года британская фирма «Intavia» выкупила крупную долю акций в African International Airways и затем провела реструктуризацию авиакомпании, после чего перевозчик начал выполнять грузовые регулярные и чартерные рейсы по всему миру. В 2002 году компания вступила в коммерческий альянс с другой южноафриканской авиакомпанией Executive Aerospace.
В 1985 году African International Airways заключила договор с итальянским флагманом Alitalia на обеспечение грузовых перевозок из Европы в ЮАР, который действовал в течение 11 лет. Самолёты авиакомпании в разное время работали по контрактам с South African Airways, Air Gabon, Air Mauritius и затем под торговой маркой British Airways World Cargo.
Основными собственниками African International Airways являлись коммерческие компании «PJM Corbin and JL Warburton McBride» (76 %) и «Intavia» (24 %).

## Флот
По состоянию на март месяц 2007 года воздушный флот авиакомпании African International Airways состоял из следующих самолётов:
- 1 Douglas DC-8-50F
- 3 Douglas DC-8-62F